# Woody Gibson
Woody Gibson (ur. 5 marca 1993) – piłkarz z Turks i Caicos występujący na pozycji obrońcy, obecnie zawodnik AFC Academy.

## Kariera klubowa
Gibson rozpoczynał swoją piłkarską karierę w zespole AFC Academy.

## Kariera reprezentacyjna
W seniorskiej reprezentacji Turks i Caicos Gibson zadebiutował 2 lipca 2011 w przegranym 0:4 spotkaniu z Bahamami w ramach eliminacji do Mistrzostw Świata 2014. W rewanżu z tym samym przeciwnikiem, którego ostatecznie przegrano 0:6, strzelił bramkę samobójczą, natomiast jego drużyna nie zakwalifikowała się na mundial.